# Douglas Silva de Andrade
Douglas Silva de Andrade (Castanhal, 22 de Junho de 1985) é um lutador brasileiro de artes marciais mistas, atualmente competindo no peso pena do Ultimate Fighting Championship.

## Carreira no MMA

### Ultimate Fighting Championship
Douglas fez sua estreia no UFC em 15 de fevereiro de 2014 np UFC Fight Night: Machida vs. Mousasi contra Zubaira Tukhugov. Ele perdeu a luta por decisão unânime.
Em seguida ele enfrentou Cody Gibson no UFC Fight Night: Bigfoot vs. Mir em 22 de fevereiro de 2015. Douglas venceu por decisão unânime.
Após 21 meses fora do octógono devido a lesões, Douglas retornou para enfrentar Henry Briones no The Ultimate Fighter: América Latina 3. Ele venceu a luta por nocaute.
Douglas enfrentou Rob Font em 8 de julho de 2017 no UFC 213: Romero vs. Whittaker. Ele perdeu por finalização no segundo round.
Douglas enfrentou Marlon Vera em 3 de fevereiro de 2018 no UFC Fight Night 125. Ele venceu por decisão unânime.
Ele enfrentou Petr Yan no UFC 232: Jones vs. Gustafsson II. Ele perdeu por nocaute técnico após o segundo round.
Douglas enfrentou Renan Barão no dia 16 de novembro de 2019 no UFC Fight Night: Błachowicz vs. Jacaré. Ele venceu por decisão unânime.

## Cartel no MMA
| Cartel no MMA   |             |            |
| 33 lutas        | 28 vitórias | 4 derrotas |
| Por nocaute     | 20          | 1          |
| Por finalização | 2           | 1          |
| Por decisão     | 6           | 2          |
| No contest      | 1           | 1          |

| Res.    | Cartel   | Oponente                    | Método                                     | Evento                                 | Data                    | Round | Tempo | Local                 | Notas                 |
| ------- | -------- | --------------------------- | ------------------------------------------ | -------------------------------------- | ----------------------- | ----- | ----- | --------------------- | --------------------- |
| Vitória | 28-4 (1) | Sergey Morozov              | Finalização (mata leão)                    | UFC 271: Adesanya vs. Whittaker 2      | 12/02/2022              | 2     | 3:24  | Houston, Texas        | Luta da Noite.        |
| Vitória | 27-4 (1) | Gaetano Pirrello            | Nocaute (soco)                             | UFC Fight Night: Santos vs. Walker     | 02/10/2021              | 1     | 2:04  | Las Vegas, Nevada     |                       |
| Derrota | 26–4 (1) | Lerone Murphy               | Decisão (unânime)                          | UFC on ESPN: Chiesa vs. Magny          | 20 de janeiro de 2021   | 3     | 5:00  | Abu Dhabi             |                       |
| Vitória | 26–3 (1) | Renan Barão                 | Decisão (unânime)                          | UFC Fight Night: Błachowicz vs. Jacaré | 16 de novembro de 2019  | 3     | 5:00  | São Paulo             | Estreia nos Penas.    |
| Derrota | 25–3 (1) | Petr Yan                    | Nocaute técnico (interrupção do córner)    | UFC 232: Jones vs. Gustafsson II       | 29 de dezembro de 2018  | 2     | 5:00  | Inglewood, California |                       |
| Vitória | 25–2 (1) | Marlon Vera                 | Decisão (unânime)                          | UFC Fight Night: Machida vs. Anders    | 3 de fevereiro de 2018  | 3     | 5:00  | Belém                 |                       |
| Derrota | 24–2 (1) | Rob Font                    | Finalização (guilhotina)                   | UFC 213: Romero vs. Whittaker          | 8 de julho de 2017      | 2     | 4:36  | Las Vegas, Nevada     |                       |
| Vitória | 24–1 (1) | Henry Briones               | Nocaute técnico (cotovelada e soco rodado) | The Ultimate Fighter: América Latina 3 | 5 de novembro de 2016   | 3     | 2:33  | Cidade do México      | Performance da Noite. |
| Vitória | 23–1 (1) | Cody Gibson                 | Decisão (unânime)                          | UFC Fight Night: Pezão vs. Mir         | 22 de fevereiro de 2015 | 3     | 5:00  | Porto Alegre          |                       |
| Derrota | 22–1 (1) | Zubaira Tukhugov            | Decisão (unânime)                          | UFC Fight Night: Machida vs. Mousasi   | 15 de fevereiro de 2014 | 3     | 5:00  | Jaraguá do Sul        |                       |
| Vitória | 22–0 (1) | Tiago Passos                | Nocaute (soco)                             | Jungle Fight 63                        | 21 de dezembro de 2013  | 1     | 0:25  | Belém                 |                       |
| Vitória | 21–0 (1) | Fabiano Fernandes           | Nocaute técnico (socos)                    | Jungle Fight 60                        | 2 de novembro de 2013   | 1     | 1:40  | São Paulo             |                       |
| Vitória | 20–0 (1) | Luiz Antônio Lobo Gavinho   | Nocaute técnico (socos)                    | Jungle Fight 52                        | 4 de maio de 2013       | 2     | 2:17  | Belém                 |                       |
| Vitória | 19–0 (1) | Abenilson Cardoso           | Nocaute técnico (socos)                    | Advangers Fight                        | 12 de julho de 2012     | 1     | 3:54  | Castanhal             |                       |
| Vitória | 18–0 (1) | Felipe Froes                | Nocaute (chute na cabeça)                  | Shooto: Brazil 30                      | 3 de junho de 2012      | 3     | 3:49  | Belém                 |                       |
| Vitória | 17–0 (1) | Eunapio Edson Freitas       | Nocaute (chute na cabeça)                  | Super Pitbull Fight                    | 13 de abril de 2012     | 1     | 3:25  | Castanhal             |                       |
| Vitória | 16–0 (1) | Giovane Fernandes           | Nocaute técnico (socos)                    | Amazon Fight 11                        | 16 de fevereiro de 2012 | 2     | 3:04  | Castanhal             |                       |
| Vitória | 15–0 (1) | Neliton José Serrão Furtado | Decisão (unânime)                          | Amazon Fight 10                        | 7 de dezembro de 2011   | 3     | 5:00  | Belém                 |                       |
| Vitória | 14–0 (1) | João Ferreira Jr.           | Decisão (dividida)                         | Super Pitbull Fight 28                 | 1 de dezembro de 2011   | 3     | 5:00  | Castanhal             |                       |
| Vitória | 13–0 (1) | Cleison Cardoso             | Nocaute (socos)                            | Super Pitbull Fight                    | 1 de setembro de 2011   | 3     | 4:58  | Castanhal             |                       |
| Vitória | 12–0 (1) | Anderson Macaco             | Nocaute técnico (socos)                    | Super Pitbull Fight                    | 13 de junho de 2011     | 1     | 2:30  | Castanhal             |                       |
| Vitória | 11–0 (1) | Antônio Marcos              | Nocaute técnico (socos)                    | Super Pitbull Fight                    | 10 de junho de 2011     | 1     | 2:39  | Igarape-Acu           |                       |
| Vitória | 10–0 (1) | Marcelo Rodrigues           | Nocaute (joelhada)                         | Carmen Casca-Grossa Fight              | 3 de julho de 2010      | 1     | 0:16  | Ananindeua            |                       |
| Vitória | 9–0 (1)  | Daziel Serafim da Silva Jr. | Nocaute (socos)                            | Super Pitbull Fight                    | 22 de maio de 2010      | 3     | 2:17  | Castanhal             |                       |
| Vitória | 8–0 (1)  | João Ferreira Jr.           | Nocaute técnico (interrupção médica)       | Super Pitbull Fight                    | 9 de abril de 2010      | 1     | 0:27  | Castanhal             |                       |
| Vitória | 7–0 (1)  | Antônio Carlos Fernandes    | Nocaute (chute na cabeça)                  | Super Pitbull Fight                    | 27 de dezembro de 2009  | 2     | 1:30  | Castanhal             |                       |
| Vitória | 6–0 (1)  | Denis Pitbull               | Nocaute técnico (socos)                    | Super Pitbull Fight: King of the Ring  | 14 de novembro de 2009  | 2     | 2:33  | Castanhal             |                       |
| Vitória | 5–0 (1)  | Denis Pitbull               | Nocaute (joelhada)                         | Super Pitbull Fight: King Champions    | 8 de agosto de 2009     | 1     | 1:49  | Castanhal             |                       |
| Vitória | 4–0 (1)  | Junior Teixeira             | Nocaute técnico (desistência)              | Super Pitbull Fight 10                 | 26 de junho de 2009     | 3     | 2:30  | Capanema              |                       |
| Vitória | 3–0 (1)  | Maykson Souza Lima          | Decisão (unânime)                          | Super Pitbull Fight 9                  | 9 de maio de 2009       | 5     | 5:00  | Castanhal             |                       |
| Vitória | 2–0 (1)  | Jorge Rodrigues             | Finalização (mata-leão)                    | Super Pitbull Fight 3                  | 7 de março de 2008      | 1     | 4:57  | Castanhal             |                       |
| NC      | 1–0 (1)  | Deivison Francisco Ribeiro  | Sem Resultado (golpe ilegal)               | Super Pitbull Fight                    | 12 de agosto de 2007    | 1     | 2:00  | Castanhal             |                       |
| Vitória | 1–0      | Deivison Francisco Ribeiro  | Nocaute técnico (interrupção do córner)    | Open Fight de Vale Tudo 2              | 11 de maio de 2007      | 2     | 4:19  | Castanhal             | Estreia nos Galos.    |